# Beaver City
Beaver City és una població dels Estats Units a l'estat de Nebraska. Segons el cens del 2000 tenia 641 habitants.

## Demografia
Segons el cens del 2000, Beaver City tenia 641 habitants, 281 habitatges, i 168 famílies. La densitat de població era de 257,8 habitants per km².
Dels 281 habitatges en un 25,6% hi vivien nens de menys de 18 anys, en un 52,7% hi vivien parelles casades, en un 5,3% dones solteres, i en un 39,9% no eren unitats familiars. En el 38,8% dels habitatges hi vivien persones soles el 25,6% de les quals corresponia a persones de 65 anys o més que vivien soles. El nombre mitjà de persones vivint en cada habitatge era de 2,16 i el nombre mitjà de persones que vivien en cada família era de 2,81.
Per edats la població es repartia de la següent manera: un 23,2% tenia menys de 18 anys, un 4,2% entre 18 i 24, un 20,1% entre 25 i 44, un 21,8% de 45 a 60 i un 30,6% 65 anys o més.
L'edat mediana era de 46 anys. Per cada 100 dones de 18 o més anys hi havia 78,3 homes.
La renda mediana per habitatge era de 27.443 $ i la renda mediana per família de 38.594 $. Els homes tenien una renda mediana de 25.234 $ mentre que les dones 16.944 $. La renda per capita de la població era de 17.701 $. Aproximadament el 9% de les famílies i el 14,7% de la població estaven per davall del llindar de pobresa.

## Poblacions més properes
El següent diagrama mostra les poblacions més properes.